# Microscope projectif solaire

Un microscope projectif solaire forme l’image d’un objet de petites dimensions sur un écran en utilisant comme source lumineuse la lumière du soleil.

## Description
Le microscope solaire est formé d’une planche de bois qui tient verticalement sur un trépied. Sur cette planche sont fixés de part et d’autre un porte-lumière et un microscope. La lumière passe du porte-lumière vers le microscope par un trou ménagé dans la planche.

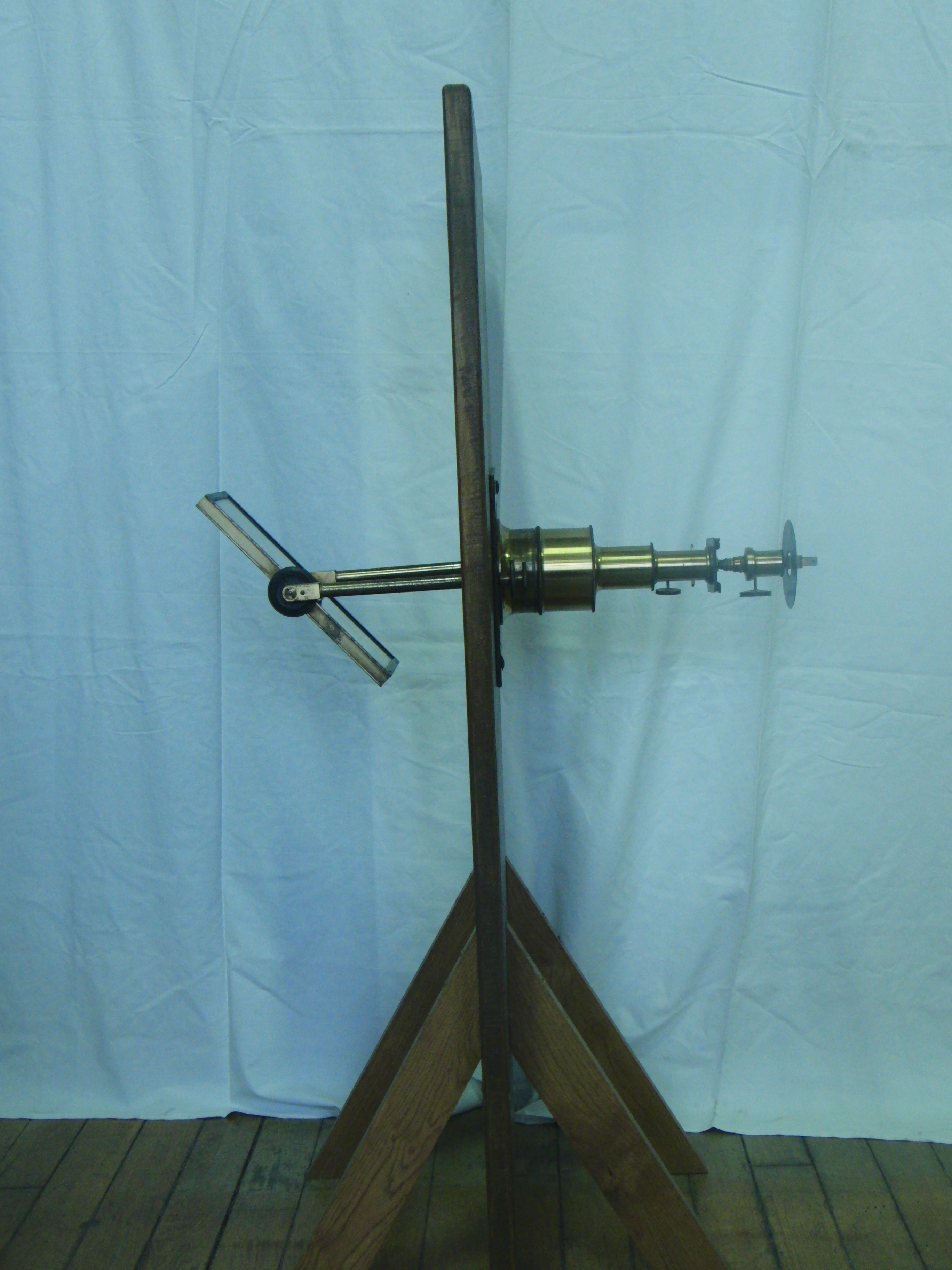
Microscope projectif solaire (vue générale)
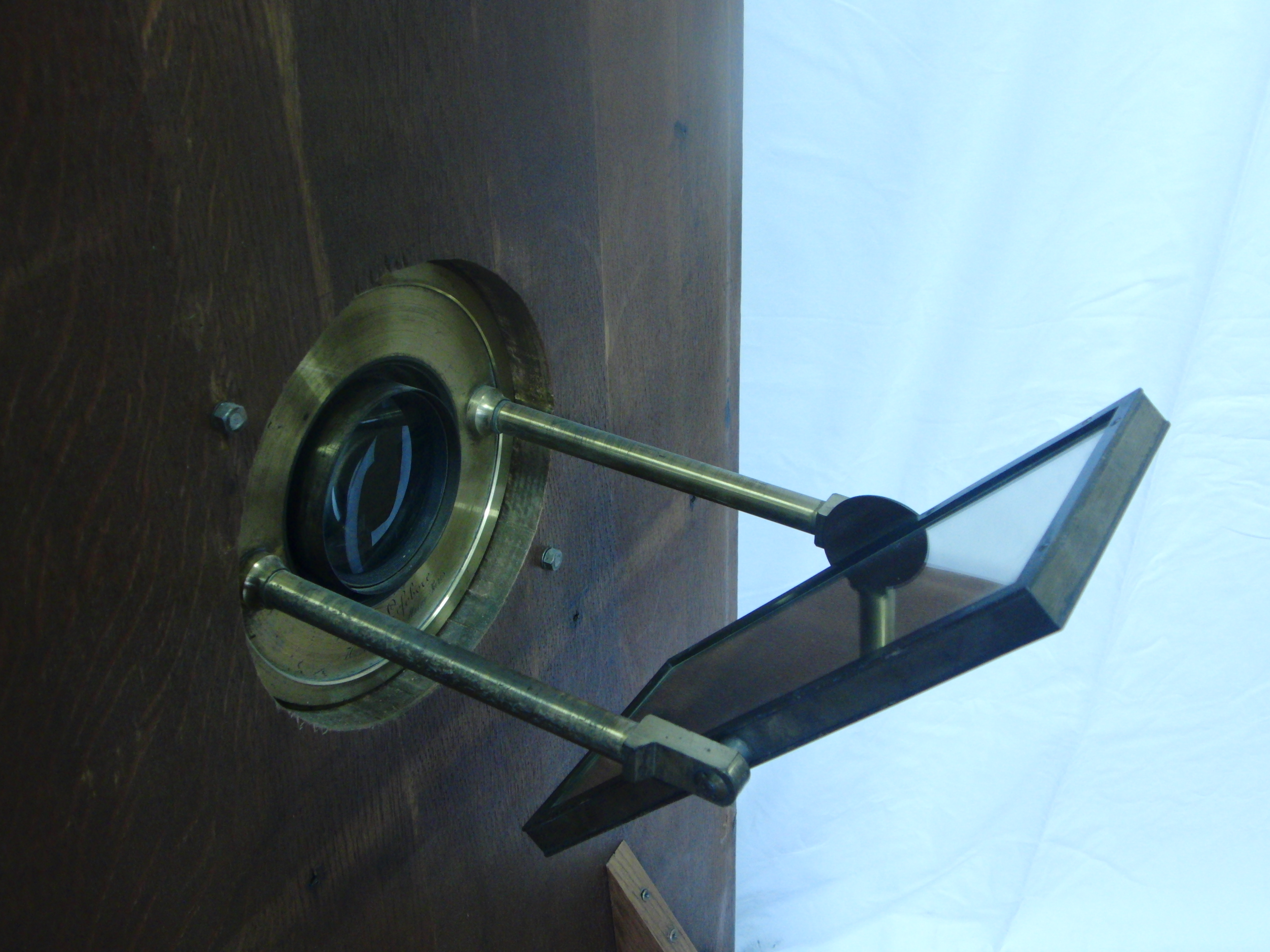
Microscope projectif solaire (gros plan sur le porte-lumière)
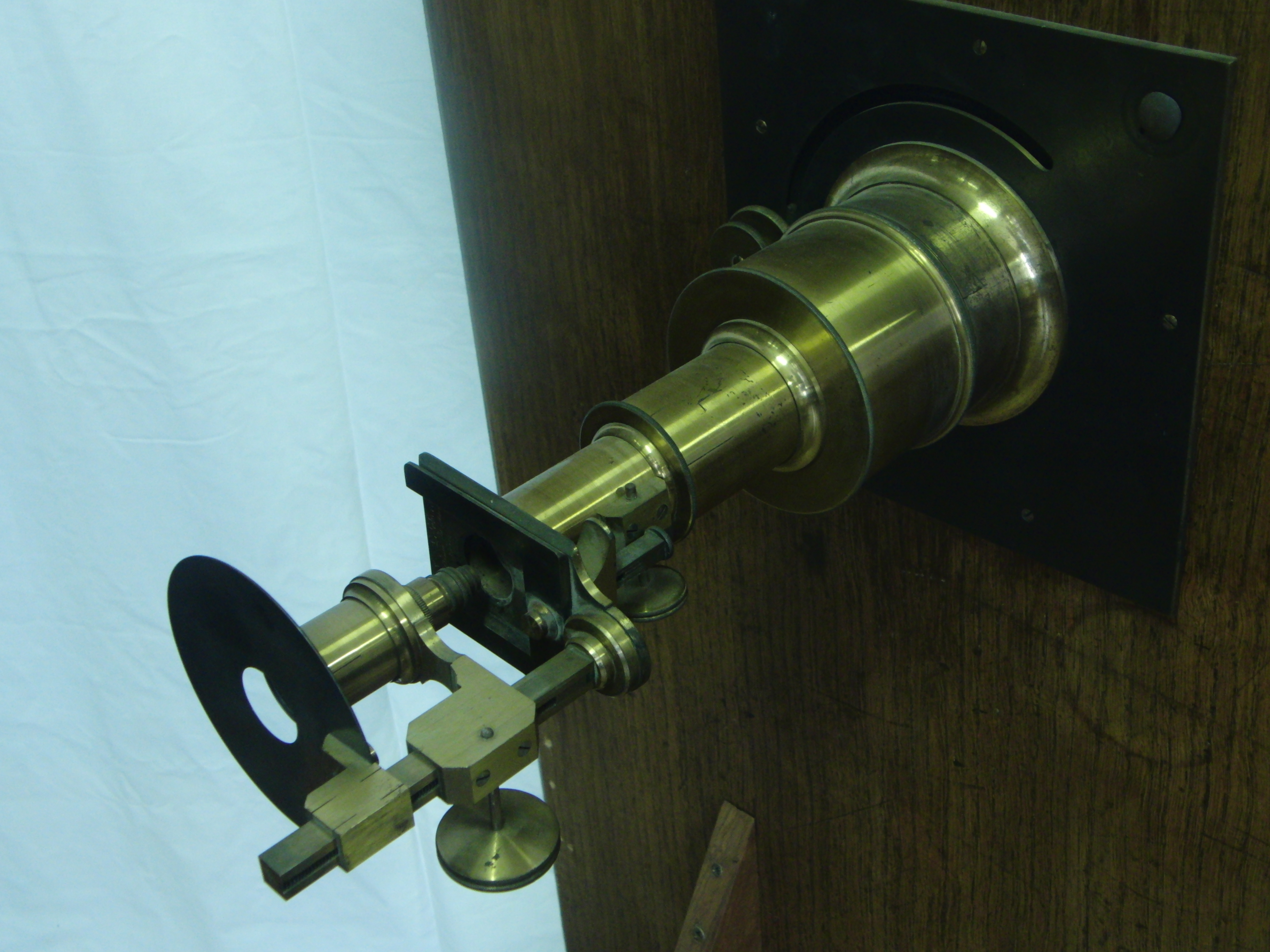
Microscope projectif solaire (gros plan sur le microscope)

Un miroir plan peut tourner autour d’un axe horizontal de façon à récupérer la lumière du jour et l’envoyer vers une lentille convergente.
L’objet de petite dimension à observer est placé entre deux lames de verre très fortement éclairées par le porte-lumière. Une lentille convergente en donne à travers un orifice une image renversée très agrandie sur un écran, la mise au point se faisant par une vis qui fait translater la lentille par rapport au porte-objet.

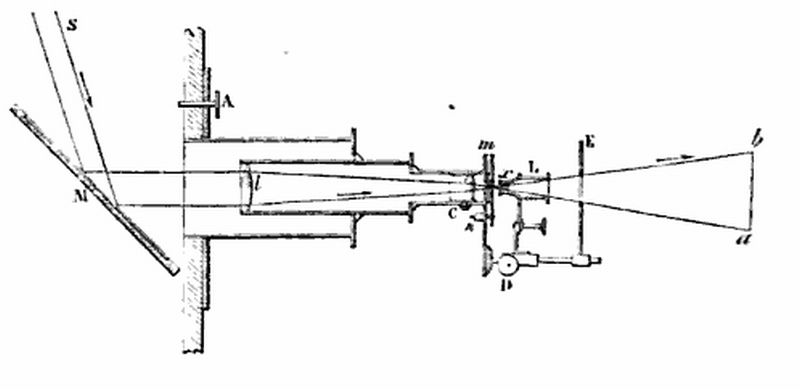
Schéma de principe d'un microscope projectif solaire.

## Histoire
Ce microscope fut inventé en 1738 par Johann Nathanael Lieberkühn qui en publia la description la même année. Il ne disposait pas encore de miroir réflecteur. Il était alors plutôt imparfait mais attira l'attention générale par ses effets. L'appareil est présenté à la Royal Society de Londres durant l'hiver 1739. Jean Cuff qui été présent perfectionne la découverte avec notamment l'ajout du miroir réflecteur mobile. Aepinus, Ziehr, Martin et Baker le perfectionnèrent. Georges Adam (en) l'adapte aux objets opaques, c'est le « microscope lucernaire ».
Ludger Lunier décrit ce microscope comme « une lanterne magique éclairée par la lumière du soleil, et dans laquelle le porte-objet, au lieu d'être peint, n'est qu'un petit morceau de verre blanc sur lequel on met les objets que l'on veut examiner ».